# Bộ Đất đai, Cơ sở hạ tầng và Giao thông vận tải (Hàn Quốc)
Bộ Đất đai, Cơ sở hạ tầng và Giao thông vận tải (MOLIT; tiếng Hàn: 국토교통부; Hanja: 國土交通部; Romaja: Gukto Gyotongbu; McCune–Reischauer: Kukt'o Kyot'ongpu) là một cơ quan cấp nội các của chính phủ Hàn Quốc. Trụ sở chính đặt tại Government Complex, Sejong ở Sejong. Trước đây cơ quan này có trụ sở tại tòa nhà 4 Government Complex, Gwacheon ở Gwacheon-si, Gyeonggi-do.
Nhiệm vụ chính của cơ quan này là thiết lập, điều phối chính sách lãnh thổ quốc gia và các luật cơ bản liên quan đến lãnh thổ quốc gia; bảo tồn, phát triển lãnh thổ quốc gia và tài nguyên nước; xây dựng đô thị, đường bộ và nhà ở, xây dựng cải tạo bờ biển, sông ngòi và đất đai.

## Liên kết ngoại
- Bộ Đất đai, Cơ sở hạ tầng và Giao thông vận tải
- Bộ Đất đai, Cơ sở hạ tầng và Giao thông vận tải (bằng tiếng Hàn Quốc)